# 케이블 타이

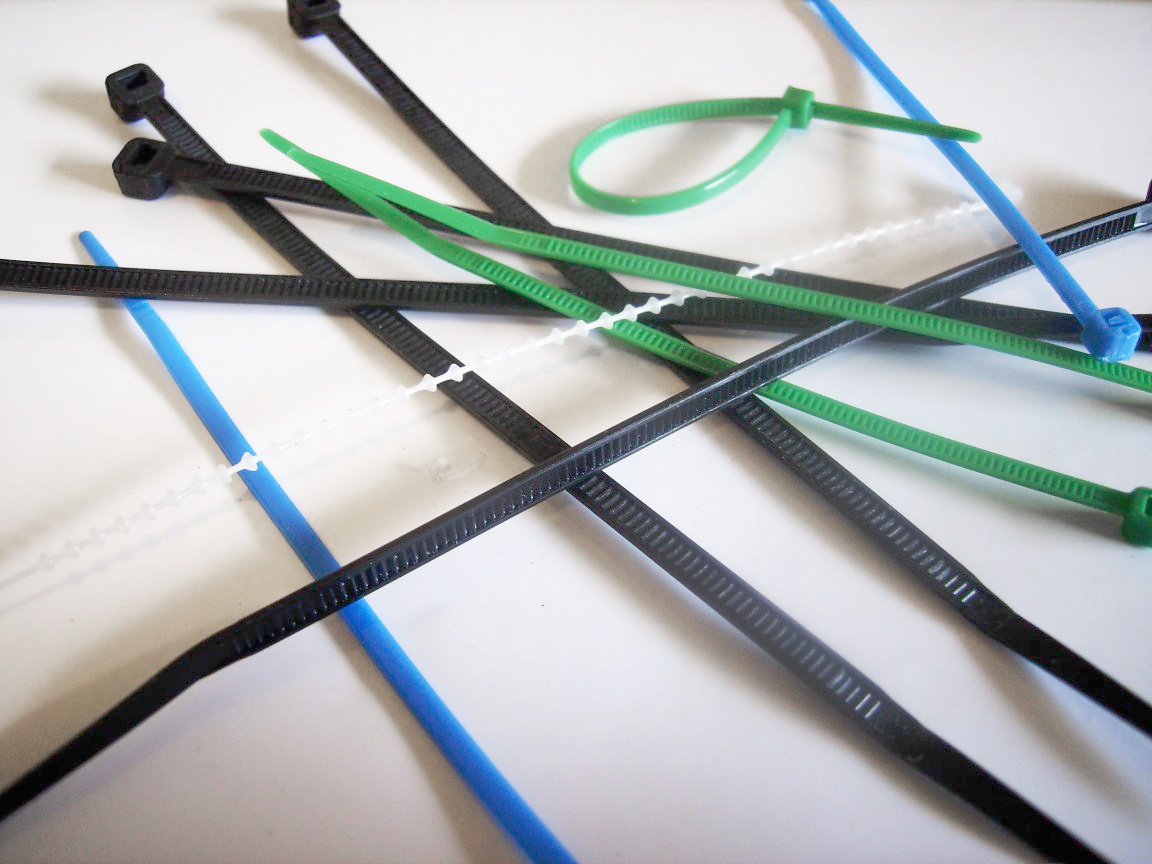
케이블 타이가 한데 어울러진 모습.

케이블 타이(cable tie)는 주로 전기 케이블들을 함께 묶어주는 잠금장치의 일종이다. 호스 타이(hose tie), 집 타이(zip tie)라고도 한다. 가격이 싸고 사용하기 쉬운 까닭에 케이블 타이는 어디서든 구할 수 있고 다양한 분야에서 발견된다. 스테인리스 스틸판의 경우 강인한 플라스틱의 코팅 여부에 관계 없이 외부의 위험환 환경에 사용된다.
일반적인 케이블 타이는 보통 나일론으로 제조되며 머리끝 부분에 멈춤쇠가 있다.

## 역사
케이블 타이는 1958년에 전기 기업 토머스 앤드 베츠(Thomas & Betts)가 Ty-Rap이라는 상품명으로 처음 발명하였다. 처음에는 비행기 케이블 하니스용으로 설계되었다. 제조업체들은 나중에 나일론/플라스틱 설계를 사용하게 되었다.